# グリゴリ
グリゴリ(Grigori)あるいはエグリゴリとは旧約聖書偽典『エノク書』に出る堕天使の一団。原義は「見張る者（ギリシア語: ἐγρήγοροι）」という意味である。
『エノク書』第6章によると、ヘルモン山に200人の天使たちが集まった。彼らのリーダーはシェムハザで、そのほかアラキバ、ラメエルなど20名が天使たちの長であった。彼らは互いに誓いをたて、人間の娘たちを妻にめとった。その際、人間に禁じられた知識（剣、盾、胸当てなど武器の作り方や腕輪、眉毛の手入れの仕方、呪術、薬草、占星術など）を地上の人間たちに教えたが、それによって男は武器で争うことを、女は化粧で男に媚を売ることを覚え、地上には不敬虔や姦淫など様々な悪行がはびこることになったという。
堕天使と女性たちとの間には身の丈3000キュビト（1350メートル）にもなる巨人（ネフィリム）が生まれ、彼らは地上の作物はおろか、鳥や獣、人間を食い尽くし、最後には巨人同士での共食いまで始めた（7章）。
やがて滅び行く人々の声が天上に届き、ミカエル、ガブリエル、ウリエル、ラファエルの四人が地上を見下ろしては暴虐が行われているのを見た。神は大洪水によって地上のものを滅ぼすことにし、ラメクの子ノアとその家族だけは助けるため、ウリエルを遣わした。神はラファエルに命じてアザゼルをダドエルの穴に閉じこめさせ、ガブリエルに命じて堕落した者たちを相争わさせ、ミカエルに命じてシェムハザとその仲間たちを大地の地下の下に永遠の審判の日まで閉じ込めさせた（10章）。